# Turbina eolica galleggiante
Una turbina eolica galleggiante è una turbina eolica montata su di una piattaforma galleggiante (struttura galleggiante) sull'acqua. Le turbine eoliche flottanti consentono lo sfruttamento dell'energia eolica in luoghi particolarmente favorevoli dal punto di vista eolico, ma che prima non potevano essere sfruttati a causa della profondità del fondale. I parchi eolici galleggianti potrebbero quindi aumentare di molto la superficie marina disponibile per l'installazione di parchi eolici offshore, rendendo possibile sfruttare aree con fondali troppo profondi per turbine eoliche fisse, come ad esempio il Mar Mediterraneo. Inoltre, le turbine eoliche galleggianti possono essere posizionate più lontano dalla costa, ciò aiuta a ridurre sensibilmente l'impatto paesaggistico e ad arrivare a raggiungere venti più potenti e costanti. Infine, i parchi eolici offshore galleggianti consentono una migliore navigabilità tra le turbine. 

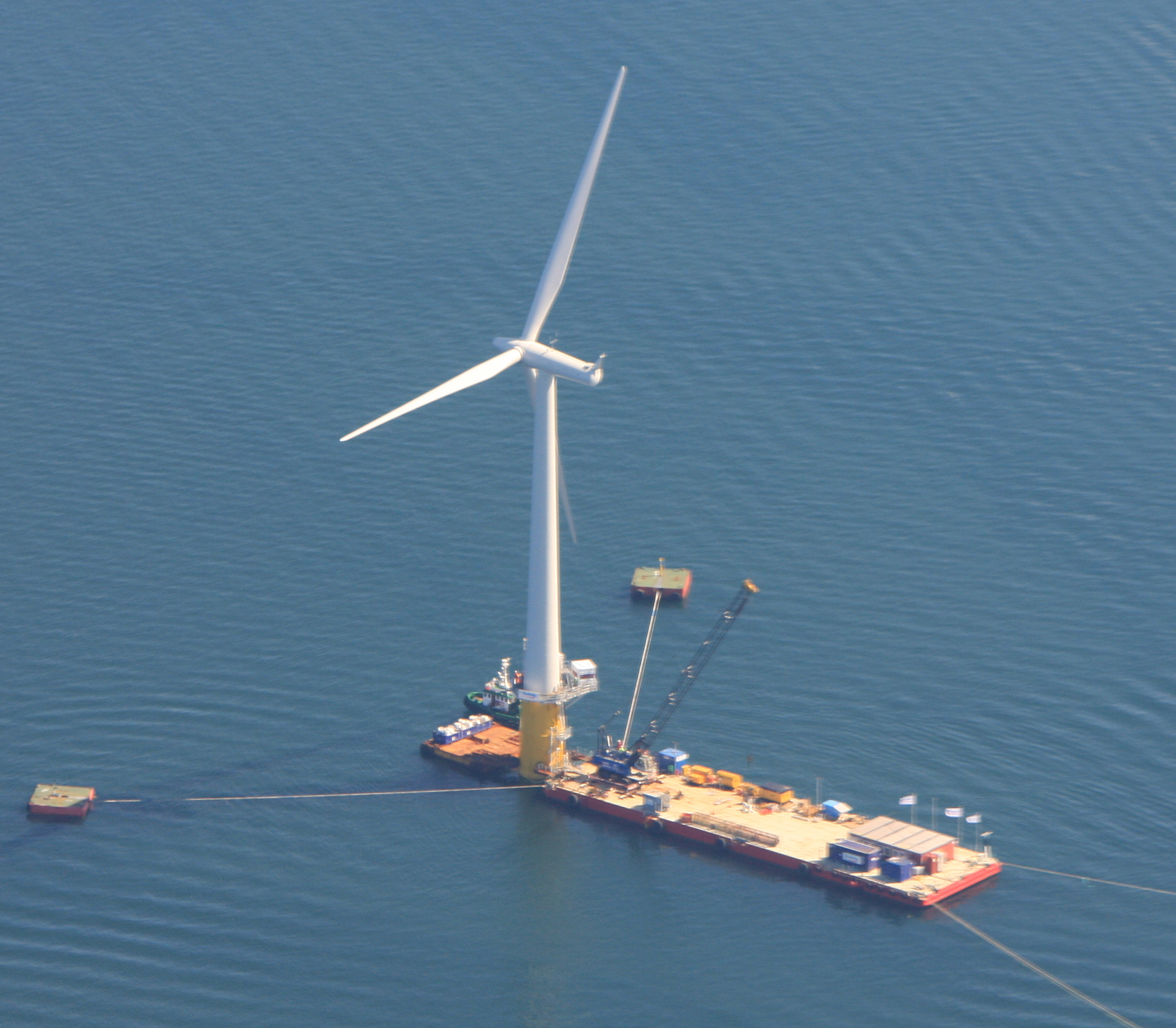
Hywind - Turbina eolica flottante di StatoilHydro

## Applicazioni
Le applicazioni sono la produzione di energia elettrica per:
- l'immissione nella rete elettrica;
- la produzione di vettori energetici come idrogeno o metanolo;
- la dissalazione dell'acqua di mare

## Tipologie di piattaforme
Le piattaforme possono essere classificate in:
- "chiatta a turbina singola"
- "chiatta a turbine multiple" (diverse turbine eoliche montate sulla medesima struttura galleggiante)

## Esempi di approccio tecnico
- BlueH
- FLOWER (FLOating Wind Energy Resource)
- Hywind
- Sway
- Winflo

## Prototipi
Le turbine eoliche galleggianti commerciali sono prevalentemente in fase di sviluppo, con diversi prototipi installati dal 2007. A partire dal 2018, l'unico parco eolico galleggiante operativo è Hywind Scotland, in Scozia, sviluppato da Equinor ASA e messo in servizio nell'ottobre 2017, questo parco eolico dispone di 5 turbine galleggianti con una capacità totale di 30 MW.